# Paradoryphallophora inusitata
Paradoryphallophora inusitata är en kräftdjursart som beskrevs av Susumu Ohtsuka och Geoffrey Allen Boxshall 1998. Paradoryphallophora inusitata ingår i släktet Paradoryphallophora och familjen Doryphallophoridae. Inga underarter finns listade i Catalogue of Life.